# Stadtschloss Klingenberg

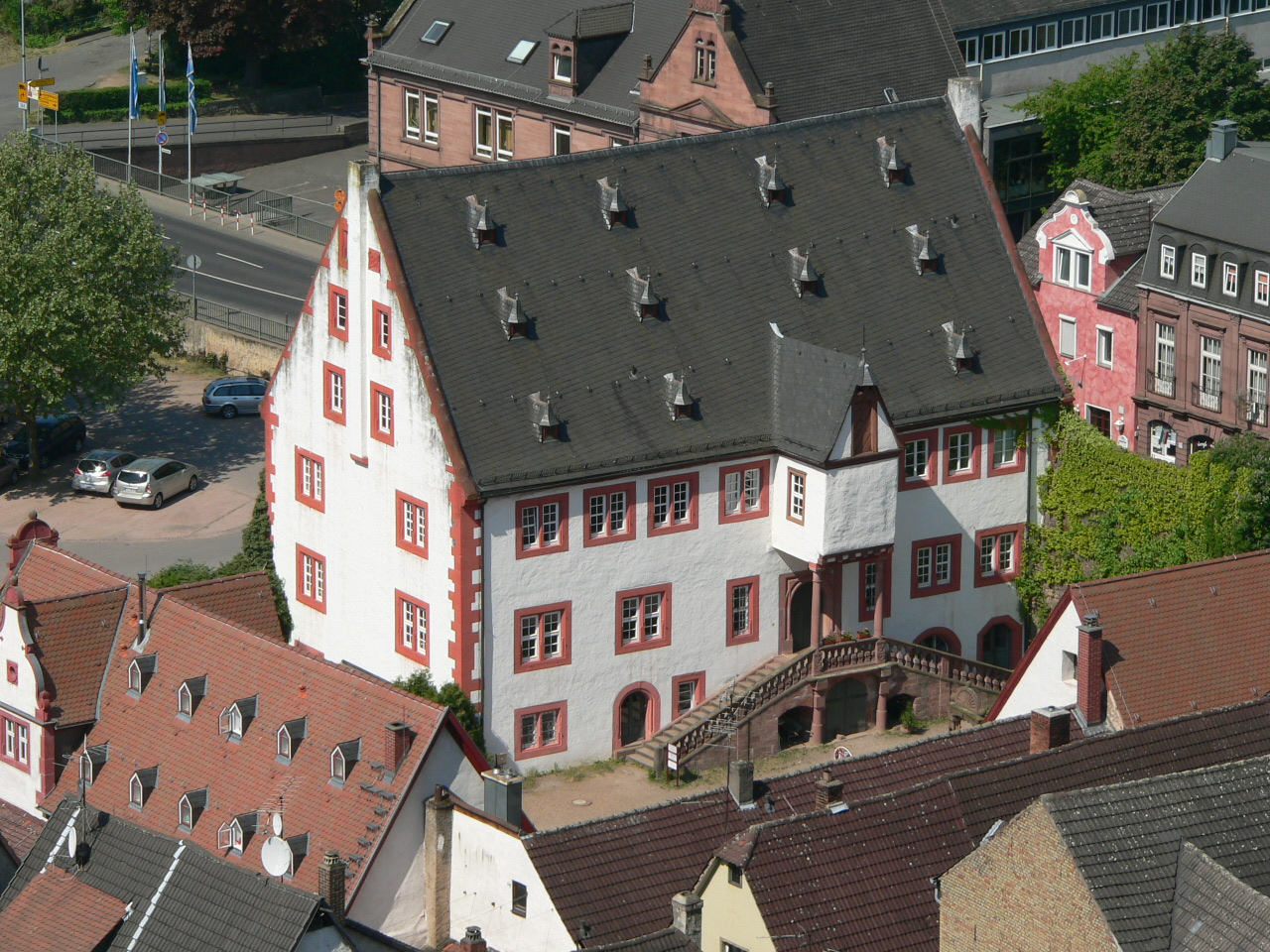
Das Stadtschloss in Klingenberg am Main

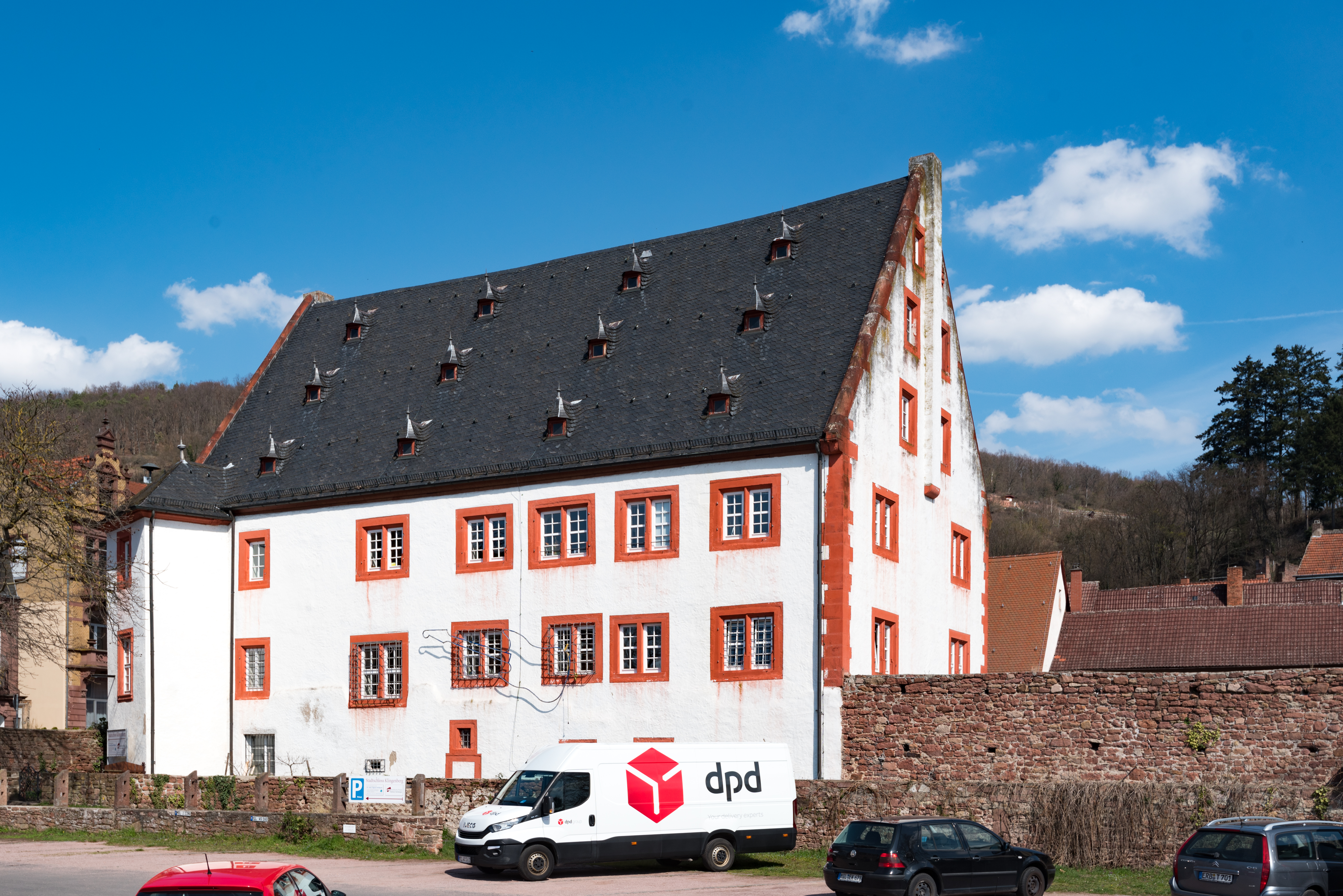
Westansicht des Stadtschlosses

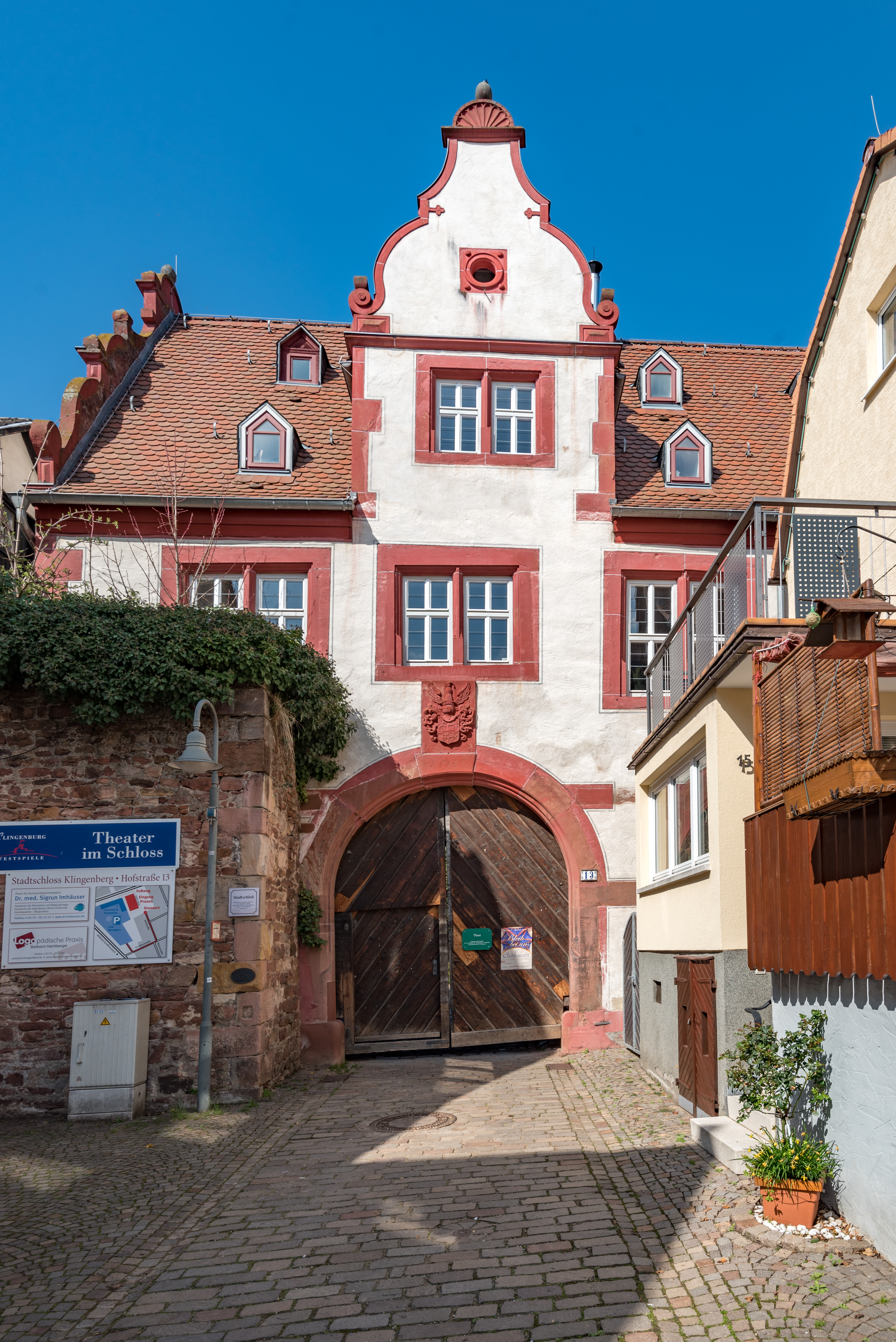
Torhaus des Stadtschlosses mit dem Vollwappen der Mairhofen, Jahreszahl 1693 und schönem geschweiften Renaissance-Giebel

Das Stadtschloss Klingenberg ist ein Schloss aus dem 16. Jahrhundert im Zentrum der Altstadt von Klingenberg am Main im Landkreis Miltenberg in Unterfranken (Bayern).

## Lage
Das Stadtpalais liegt östlich des Mains in zentraler Altstadtlage von Klingenberg in nur wenig erhöhter Lage. Das Nordnordwest-Südsüdost in Flussrichtung liegende Gebäude wird nach Osten und Süden von einem nahezu quadratischen Schlossgelände umgeben, mit Bauensembles im Süden (Torhaus) und Osten. Das Schloss prägt die Stadtansicht in entscheidendem Maße mit. Schloss und Ensemble sind von der nahen, aber hoch über der Stadt liegenden Ruine Clingenburg aus sehr gut einzusehen.

## Geschichte
Die Niederadelsfamilie Kottwitz (Codebuz, Kodebus) aus dem 13. Jahrhundert war schon im 14. Jahrhundert im Spessart bekannt (1360 ist ein Hans Kodebus Vasall des Hauses Bickenbach auf der Clingenburg). Aber erst mit Leonhard Kottwitz, der in zweiter Ehe Else von Aulenbach heiratet, und beide Familien zu den Kottwitz von Aulenbach vereinigt, wurde die Familie für die Klingenberger Stadtgeschichte gegen Ende des 15. Jahrhunderts interessant.
Mit Urkunde vom 28. Juni 1557 hatte Hans Leonhard Kottwitz von Aulenbach (* 1513, † 12. April 1575), verheiratet mit Brigitta von Ehrenberg, Amtmann zu Klingenberg, gegen Abtretung seines Hauses in Aschaffenburg die Hofbehausung des Erzstiftes Mainz zu Clingenberg in der statt am pfarrhoff und in der eckhen der mauwern gelegen als Erblehen erworben. Vermutlich war der vorhergehende Hof im 2. Markgräflerkrieg zerstört, und so kam es den Mainzern gut gelegen, dass die Wiederbebauung der Stadt von einem repräsentativen Gebäude gekrönt wurde.
Der kurmainzische Amtmann Johann Leonhard Kottwitz von Aulenbach, gleichzeitig Marschall und Amtmann zu Lohr, Miltenberg, Klingenberg, Orb und Hausen, ließ das Stadtschloss in den Jahren 1560 bis 1563 als privaten Wohnsitz seiner Familie im Renaissancestil erbauen. Sein Epitaph von 1575 befindet sich in der Pfarrkirche.
Die Mainzer Erzbischöfe Johann Adam von Bicken am 26. Oktober 1601 und Johann Schweikhard von Cronberg am 26. April 1605 ließen sich an diesen Tagen vor dem Schloss von ihren unterfränkischen Untertanen huldigen.
Die Familie Kottwitz von Aulenbach bewohnte das Schloss in mehreren Generationen bis 1693.
Am 18. September 1693 verkaufte Georg Philipp Kottwitz von Aulenbach die Schlösser Oberaulenbach und Klingenberg mit allen Zugehörungen sowie Hobbach, Sommerau und den Dillhof für 30.000 Gulden an den neuen Kurmainzischen Oberamtmann Augustin Maximilian von Mairhofen.
Das Schloss war eine reichsunmittelbare Enklave innerhalb des mainzischen Amtsstädtchens, da sowohl die Familie Kottwitz von Aulenbach, als auch die Familie von Mairhofen dem Reichsritterstand und somit der fränkischen Reichsritterschaft angehörten. Die Familien stellten zwar über Generationen die kurmainzischen Amtmänner in Klingenberg, das Schloss war jedoch nie mainzisches Amtsgebäude. So blieb der Komplex innerhalb der Schlossmauern über die Jahrhunderte unverändert erhalten.
Die Familie von Mairhofen nutzte das Schloss bis 1892 selbst als Wohnsitz, seither wurden die Räumlichkeiten als Wohnung vermietet oder auch anderweitig genutzt. In den 1930er und 1940er Jahren diente das Schloss zunächst als Arbeitsdienstlager, später als Unterkunft für Ausgebombte, Zwangsarbeiter, Kriegsgefangene und nach Ende des Zweiten Weltkriegs für Heimatvertriebene. Danach wurden die Räume als Klassenzimmer für die 1946 gegründete Berufsschule Obernburg genutzt, sowie für eine Handelsschule, die später in eine Realschule umgewandelt wurde. Nach dem Auszug der Schulen bewohnten türkische Gastarbeiter das Schloss. In den 1980er Jahren wurde das Schloss von den Eigentümern nach und nach renoviert und danach zum Teil vermietet und zum Teil von der Familie selbst genutzt.

## Baubeschreibung

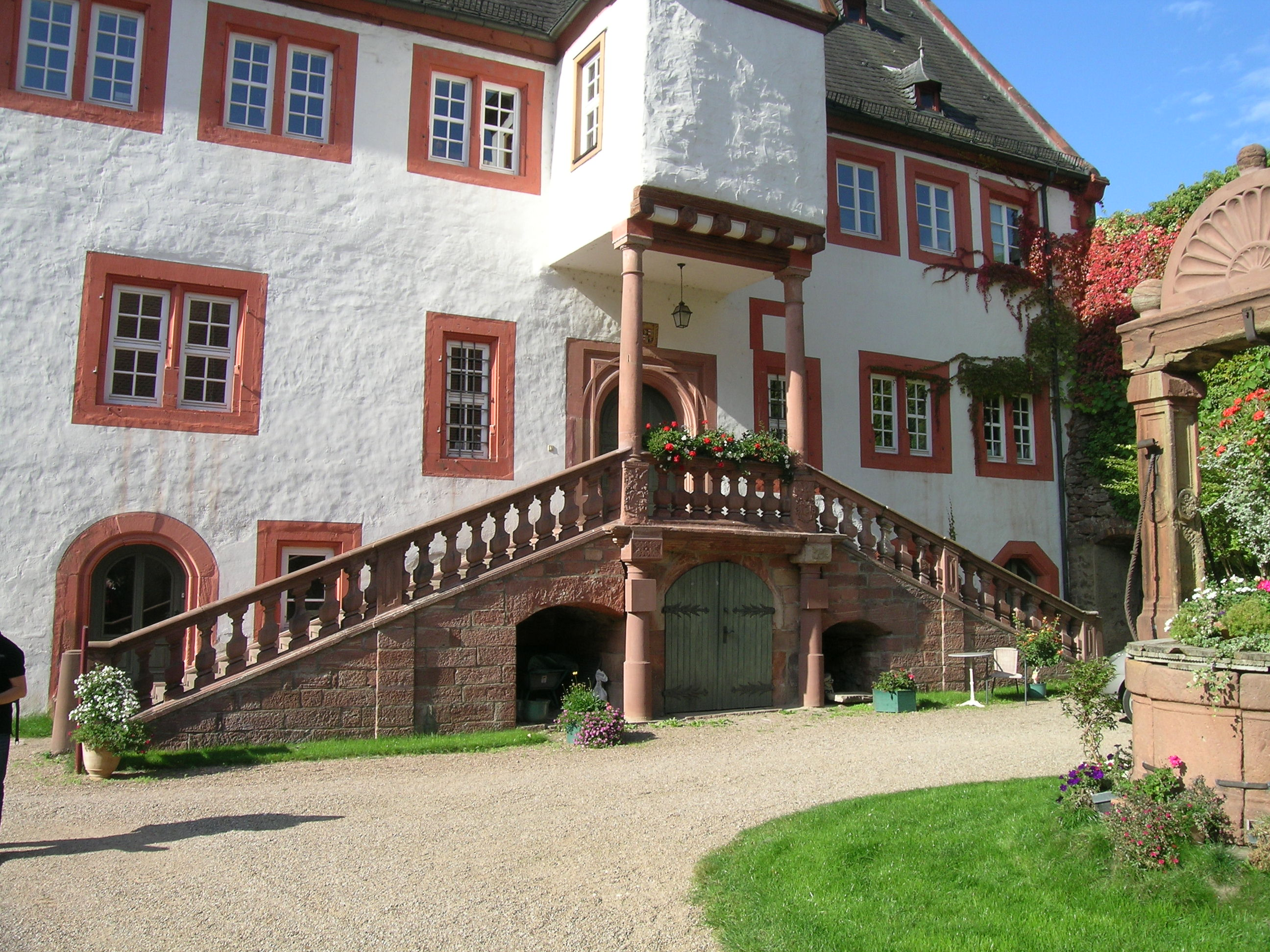
Blick auf Freitreppe, Eingangsportal und abgestützten Erker

Die Schlossanlage besteht aus dem eigentlichen dreigeschossigen Schloss, einem zweigeschossigen Torhaus mit großem Renaissance-Portal und eingeschossigen Wirtschaftsgebäuden. Alle Gebäude gruppieren sich um einen großen Innenhof, in dem sich ein runder Sandsteinbrunnen befindet. Den Eingang zum Wohnhaus bildet eine zweiläufige Treppe, die zu einem Podest führt, über dem auf toskanischen Säulen ein Erker ruht, in dem sich die Hauskapelle befand.
Zum Schloss gehörte früher auch ein nördlich angrenzender Schlosspark. Das etwa 8000 Quadratmeter umfassende Gartengelände gehörte offenbar von Anfang an zum Schloss und wurde 1741 zu einem Park im französischen Stil umgestaltet. Der Park war von einer Mauer umgeben. Der Zugang erfolgte durch ein Sandsteinportal, das vom Wappen der Familie gekrönt wurde. Im Park wurden 56 Rokoko-Figuren aus Sandstein aufgestellt. 1799 kam ein Teehäuschen dazu, später noch ein Gewächshaus. Der Park fiel später der Expansion der Stadt zum Opfer. Die Steinfiguren verwitterten und wurden nach dem Ersten Weltkrieg verkauft. Die Restfläche des Schlossgartens wurde 1961 von der Stadt Klingenberg erworben. In den 1980er-Jahren wurde dort ein öffentlicher Rosengarten neu angelegt.

### Wappen am Schloss
An den beiden Eckpfeilern der Balustrade der Freitreppe, die den Erker stützen, befinden sich zwei schon stark verwitterte größere Wappendarstellungen aus rotem Sandstein. Links des Einganges befindet sich das Vollwappen der Mairhofen von Aulenbach, rechts das der älteren katholischen Linie von Buseck zu Alten-Buseck. Über dem Eingangsportal unter vorkragenden Erker befindet sich ein kleines, heute farblich bemaltes kleineres, auf 1693 datiertes Schildwappen der Mairhofen, das ursprüngliche Wappen ohne das Herzschild des späteren Freiherrenwappens.

### Wappen am Torhaus
Am Torhauszugang befindet sich das größte Sandsteinwappen, ebenfalls als Vollwappen und ebenfalls das ursprüngliche gevierte Wappen der Mairhofen darstellend. Darunter ist die Jahreszahl 1563 eingezeichnet mit einem schönen Steinmetzzeichen im Schlussstein. Die sich über dem Hintergrund des Flugs befindlichen eingearbeiteten Initialen MAVM stehen für Maximilian August von Mairhofen.

## Heutige Nutzung
Das Klingenberger Stadtschloss mit Gewölbekeller befindet sich heute in Privatbesitz. Es dient als Geschäfts- und Wohnhaus. Helga Imhäuser, Tochter des letzten Barons von Mairhofen, hatte das Schloss 1990 und 2000 restauriert. Das Gelände ist in gewerblicher Nutzung und dient außerdem als Veranstaltungsort für Konzerte, Musikveranstaltungen und Feste.